# Circondario del Reno-Erft
Il circondario del Reno-Erft (in tedesco Rhein-Erft-Kreis) è un circondario della Germania e si trova nella parte sudoccidentale dello stato federato della Renania Settentrionale-Vestfalia.
Confina a nord col circondario del Reno-Neuss, ad est alla città extracircondariale di Colonia, a sud col  circondario del Reno-Sieg e col circondario di Euskirchen, ad ovest col circondario di Düren.
Il circondario deve il nome al fiume Erft, un affluente del Reno, che lo attraversa scorrendo ai piedi del complesso collinare dell'Eifel.
È stato creato nel 1975 dalla fusione del circondario di Bergheim con il circondario di Colonia, precedentemente esistenti.

## Città e comuni
Fanno parte del circondario dieci comuni, tutti sono classificati come città (Stadt). Tre sono classificate come Grande città di circondario (Große kreisangehörige Stadt) e sette come Media città di circondario (Mittlere kreisangehörige Stadt).
1. Bedburg, Media città di circondario (23 867)
2. Bergheim, Grande città di circondario (61 807)
3. Brühl, Media città di circondario (43 998)
4. Elsdorf, Media città di circondario (21 745)
5. Erftstadt, Media città di circondario (49 667)
6. Frechen, Media città di circondario (52 155)
7. Hürth, Grande città di circondario (60 034)
8. Kerpen, Grande città di circondario (66 294)
9. Pulheim, Media città di circondario (54 805)
10. Wesseling, Media città di circondario (37 519)

(Abitanti al 31 dicembre 2021)